# Goffredo Ghirardini
Goffredo Ghirardini o Gherardini (Asola, 27 febbraio 1841 – Mantova, 1º ottobre 1913) è stato un patriota italiano, partecipò alla Spedizione dei Mille di Garibaldi.

## Biografia
Era studente in Giurisprudenza all'Università di Pavia quando nel 1859 si arruolò nei Cacciatori delle Alpi, che combatterono in Lombardia. Partecipò alla Spedizione dei Mille con il grado di caporale. Nel 1864 fece parte della Guardia nazionale italiana di Cremona.